# Peter Georg Bang

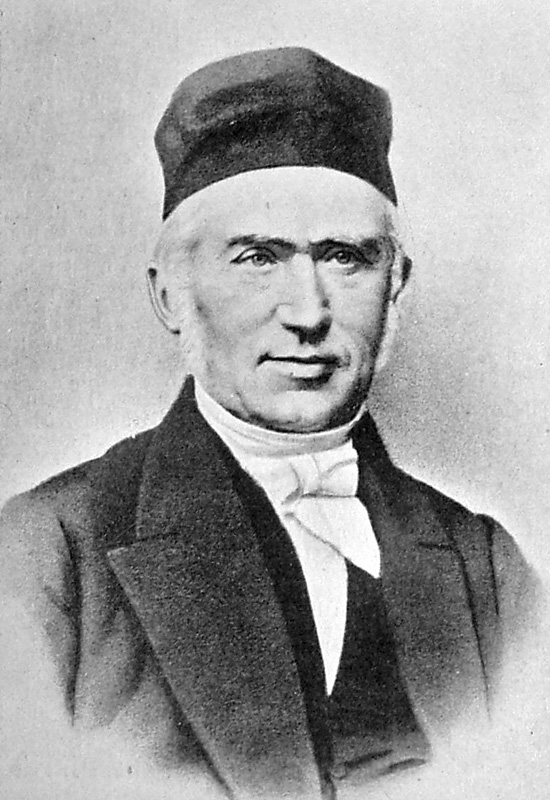
Peter Georg Bang.

Peter Georg Bang (Roskilde, 7 oktober 1797 - Kopenhagen, 2 april 1861) was een Deense jurist, politicus en minister.

## Levensloop
Bang was de zoon van Jacob Bang, domproost in Roskilde. In 1813 schreef hij zich in als student aan de Frederiksborg-school en in 1820 behaalde hij het diploma van jurist. Van 1830 tot 1836 was hij professor Romeins recht aan de Universiteit van Kopenhagen en van 1836 tot 1845 was hij voorzitter van de Deense Nationale Bank. 
Hij bekleedde tevens het ambt van koninklijk commissaris bij de Provinciale Statenvergadering in Roskilde en Viborg. Op 16 november 1848 werd Bang Deens minister van Binnenlandse Zaken, een functie die hij bleef uitoefenen tot en met 21 september 1849 en opnieuw bekleedde van 27 januari 1852 tot 21 april 1853 en van 12 december 1854 tot 18 februari 1856. Van 7 december 1851 tot 3 juni 1852 was hij tevens minister van Cultus en op 12 december 1854 benoemde koning Frederik VII Bang tot eerste minister. Vanaf 16 oktober 1855 droeg hij de titel van Raadsvoorzitter, zoals de Deense eerste ministers vanaf dan werden genoemd. Op 18 oktober 1856 liep zijn mandaat van premier ten einde.
- Bibsys: 14027149
- Gemeinsame Normdatei: 136989128
- International Standard Name Identifier: 0000 0000 5776 3560
- Virtual International Authority File: 81242664